# Sciara lurida
Sciara lurida är en tvåvingeart som först beskrevs av Walker 1848.  Sciara lurida ingår i släktet Sciara och familjen sorgmyggor.
Artens utbredningsområde är New York. Inga underarter finns listade i Catalogue of Life.